# Берті Олд
Берті Олд (англ. Bertie Auld, 23 березня 1938, Глазго — 14 листопада 2021) — шотландський футболіст, що грав на позиції півзахисника. По завершенні ігрової кар'єри — тренер.
Виступав, зокрема, за «Селтік», а також національну збірну Шотландії. Входив до так званих «Лісабонських левів» — команди «Селтіка», яка здобула перший і допоки єдиний в історії клубу титул найсильнішої клубної команди Європи, здолавши у фіналі Кубка європейських чемпіонів 1967 року італійський «Інтернаціонале».
П'ятиразовий чемпіон Шотландії. Чотириразовий володар Кубка Шотландії. Семиразовий володар Кубка шотландської ліги.

## Клубна кар'єра
У дорослому футболі дебютував 1955 року виступами за команду клубу «Дамбартон», в якій провів два сезони, взявши участь у 15 матчах чемпіонату.
Своєю грою за цю команду привернув увагу представників тренерського штабу клубу «Селтік», до складу якого приєднався 1957 року. Відіграв за команду з Глазго наступні чотири сезони своєї ігрової кар'єри, після чого перебрався до Англії, де протягом 1961—1964 років захищав кольори «Бірмінгем Сіті».
1965 року повернувся до «Селтіка». На цей період у клубі сформувався чи не найсильніший у його історії склад команди, який протягом наступних п'яти років незмінно вигравав чемпіонат Шотландії, а також потужно виступав на міжнародній арені. Олд був основним півзахисником команди, що увійшла до історії під прізвиськом «Лісабонські леви», оскільки саме на лісабонському Національному стадіоні здобула вольову перемогу над італійським «Інтернаціонале» у фіналі Кубка європейських чемпіонів 1967 року, принісши таким чином «Селтіку» перший і допоки єдиний у його історії титул найсильнішої клубної команди Європи. За три роки, у 1970, «кельти» сягнули другого у своїй історії фіналу найпрестижнішого єврокубка, Олд знову був у стартовому складі на фінальну гру проти «Феєнорда», проте його команда цього разу поступилася 1:2.
Завершив професійну ігрову кар'єру у клубі «Гіберніан», за команду якого виступав протягом 1971—1972 років.

## Виступи за збірну
1959 року провів три гри у складі національної збірної Шотландії, після чого, попри наступні багаторічні успішні виступи на клубному рівні, до її лав не залучався.

## Кар'єра тренера
Розпочав тренерську кар'єру невдовзі по завершенні кар'єри гравця, 1974 року, очоливши тренерський штаб клубу «Партік Тісл». У своєму другому сезоні роботи тренером привів цю команду до перемоги у Першому дивізіоні Шотландії і, відповідно, підвищення у класі до найвищого шотландського дивізіону. Загалом пропрацював з «Партік Тісл» шість сезонів.
1980 року прийняв пропозицію очолити команду единбурзького «Гіберніан». Завданням було повернути команду до Прем'єр-ліги, Олд виконав його у перший же рік роботи з командою, удруге в своїй тренерській кар'єрі вигравши Перший дивізіон. Наступного сезону команда Олда закріпилася у середині турнірної таблиці Прем'єр-ліги, проте вже на початку сезону 1982/83 він був замінений на Пета Стентона.
Того ж 1982 року очолив друголіговий «Гамільтон Академікал», з яким працював протягом сезону. Згодом ненадовго повертався до «Партік Тісл», а останнім місцем його тренерської роботи був «Дамбартон», головним тренером команди якого Берті Олд був протягом 1988 року.

## Титули і досягнення

### Як гравця
- Володар Кубка Футбольної ліги (1):

«Бірмінгем Сіті»: 1962-63
- Чемпіон Шотландії (5):

«Селтік»: 1965-66, 1966-67, 1967-68, 1968-69, 1969-70
- Володар Кубка Шотландії (4):

«Селтік»: 1964-65, 1966-67, 1968-69, 1970-71
- Володар Кубка шотландської ліги (7):

«Селтік»: 1957-58, 1965-66, 1966-67, 1967-68, 1968-69, 1969-70
«Гіберніан»: 1971-72
- Володар Кубка європейських чемпіонів (1):

«Селтік»: 1966-67

### Як тренера
- Переможець Першого дивізіону Шотландії (2):

«Партік Тісл»: 1975-76
«Гіберніан»: 1980-81